# Tragique Rendez-vous
Pour plus de détails, voir Fiche technique et Distribution.
Tragique Rendez-vous (titre original : Whistle Stop) est un film américain réalisé par Léonide Moguy, sorti en 1946.

## Synopsis
De retour dans sa ville natale, Mary retrouve son amour de toujours Kenny, qui depuis son départ, continue de boire et de jouer aux cartes. Elle revoit aussi Lew. Ce dernier est l'homme d'affaires de la ville et courtise Mary depuis longtemps. Il y a aussi Fran amoureuse de Kenny. Les tensions montent.

## Fiche technique
- Titre : Tragique Rendez-vous
- Titre alternatif : Flamingo bar
- Titre original : Whistle Stop
- Réalisation : Léonide Moguy
- Scénario : Philip Yordan d'après un roman de Maritta M. Wolff
- Photographie : Russell Metty
- Montage : Gregg C. Tallas
- Musique : Dimitri Tiomkin
- Direction artistique : Rudi Feld
- Producteurs : Seymour Nebenzal et Philip Yordan (producteur associé)
- Société de production : Nero Films
- Société de distribution : United Artists
- Pays d'origine :  États-Unis
- Langue : anglais
- Format : Noir et blanc — 35 mm — 1,37:1 — Son : Mono (Western Electric Recording)
- Genre : Film policier
- Durée : 85 minutes
- Date de sortie :
  - États-Unis : 25 janvier 1946

## Distribution
- George Raft : Kenny Veech
- Ava Gardner : Mary
- Victor McLaglen : Gitlo
- Tom Conway : Lew Lentz
- Jorja Curtright : Fran
- Jane Nigh : Josie Veech
- Florence Bates : Molly Veech
- Charles Drake : Ernie
- Charles Judels : Sam Veech
- Carmel Myers : Estelle
- Jimmy Conlin : Al
- Jimmy Ames : M. Barker
- Mack Gray : Barman
- Charles Wagenheim : Shérif-adjoint